# 米彻尔号驱逐舰 (DDG-57)
米彻尔号驱逐舰（USS Mitscher (DDG-57)）是美国海军阿利·伯克级驱逐舰的第七艘，以海军上将马克·米彻尔命名。
米彻尔号驱逐舰于1992年2月12日在密西西比州帕斯卡古拉的英戈尔斯造船厂安放龙骨，1993年5月7日下水，1994年12月10日服役，母港为弗吉尼亚州诺福克海军基地。